# タガトース
タガトース (tagatose) は、六炭糖およびケトースに分類される単糖の一種である。
- 砂糖と同じような風味で、92 % の甘味を持つが、38 % のカロリーしか持たず、血糖の上昇や虫歯の原因とならないことから、甘味料として用いられる。

- 2001年に FAO, WHO から安全が宣言され、2003年には日本でも食品添加物として認められた。

- 工業的には、ラクトースから切り出したガラクトースにアルカリ性下で水酸化カルシウムを作用させ異性化させて作る。

- 希少糖の生産に用いられる酵素、D-タガトース3-エピメラーゼ (DTE) によって、ソルボースに変換される。

- 水溶液中では異性化を起こし、環状構造との混合物となる（変旋光）。平衡状態に達したときに最も存在比が高いのは α-ピラノース体（α-D-タガトピラノース）である。

α-D-タガトピラノース
β-D-タガトピラノース